# Волыновский сельсовет
Волыновский сельсовет — сельское поселение в Ветлужском районе Нижегородской области.
Административный центр — село Волынцы.

## История
Статус и границы сельского поселения установлены Законом Нижегородской области от 15 июня 2004 года № 60-З «О наделении муниципальных образований - городов, рабочих посёлков и сельсоветов Нижегородской области статусом городского, сельского поселения».
Законом Нижегородской области от 28 августа 2009 года № 130-З сельские поселения Белышевский сельсовет и Волыновский сельсовет объединены в сельское поселение Волыновский сельсовет.

## Население
| 2002 | 2010  | 2012  | 2013  | 2014  | 2015  | 2016 |
| ---- | ----- | ----- | ----- | ----- | ----- | ---- |
| 1542 | ↘1109 | ↘1102 | ↘1085 | ↘1064 | ↘1051 | ↘999 |
| 2017 | 2018  | 2019  | 2020  | 2021  |       |      |
| ↘974 | ↘940  | ↘894  | ↘888  | ↘772  |       |      |

## Состав сельского поселения
| №  | Населённый пункт | Тип населённого пункта       | Население |
| -- | ---------------- | ---------------------------- | --------- |
| 1  | Бажениха         | деревня                      | ↘0        |
| 2  | Белышево         | село                         | ↗303      |
| 3  | Березники        | деревня                      | →4        |
| 4  | Большая Мяссиха  | деревня                      | ↘20       |
| 5  | Волокитиха       | деревня                      | →0        |
| 6  | Волынцы          | село, административный центр | ↘233      |
| 7  | Георгиевское     | деревня                      | →0        |
| 8  | Голуби           | деревня                      | ↗3        |
| 9  | Гудки            | деревня                      | →0        |
| 10 | Катунино         | деревня                      | ↗12       |
| 11 | Козлиха          | деревня                      | ↘3        |
| 12 | Куличиха         | деревня                      | ↘155      |
| 13 | Куницыно         | деревня                      | ↘0        |
| 14 | Малая Мяссиха    | деревня                      | ↗92       |
| 15 | Махони           | деревня                      | ↘128      |
| 16 | Медведово        | деревня                      | ↘0        |
| 17 | Мокруша          | деревня                      | ↘0        |
| 18 | Морчиха          | деревня                      | ↘26       |
| 19 | Осотово          | деревня                      | →6        |
| 20 | Поломка          | деревня                      | ↘0        |
| 21 | Тимофеево        | деревня                      | ↘0        |
| 22 | Токариха         | деревня                      | ↘8        |
| 23 | Урюпино          | деревня                      | ↘1        |
| 24 | Чернава          | деревня                      | ↘0        |
| 25 | Чудиха           | деревня                      | ↘1        |
| 26 | Шумилово         | деревня                      | ↘23       |
| 27 | Юриха            | деревня                      | ↘1        |

### Упразднённые населённые пункты
- Александрово (без жителей, 2010 год[16])